# Sternhaufen

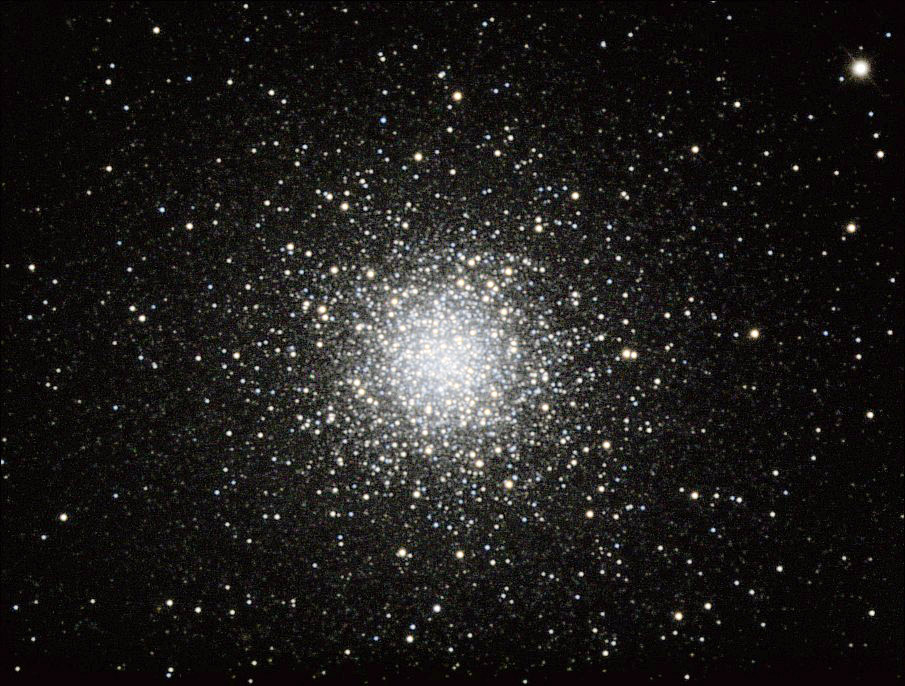
Kugelsternhaufen Messier 3 im Sternbild Jagdhunde. Bildausschnitt ca. 9′ × 12′

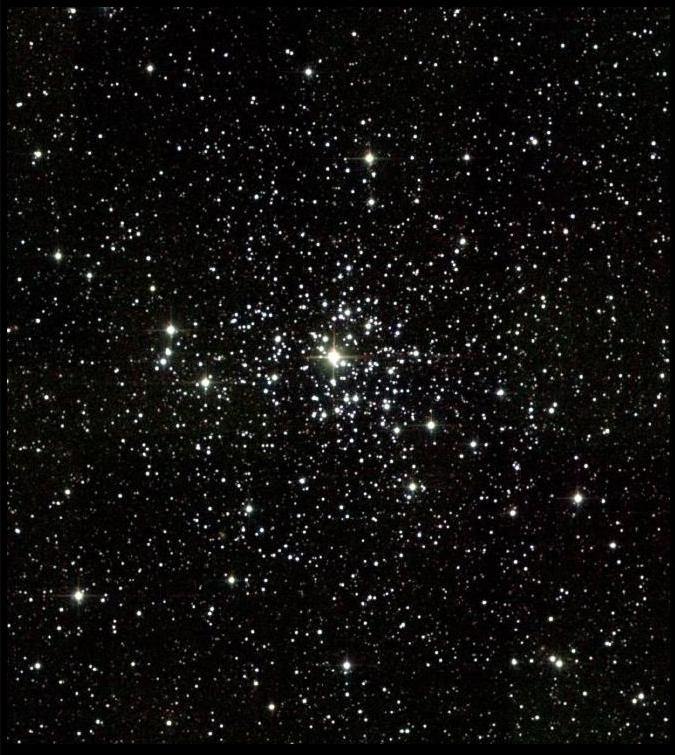
Offener Sternhaufen Messier 37 im Sternbild Fuhrmann. Bildausschnitt ca. 20′ × 24′

Ein Sternhaufen ist ein Gebiet in einer Galaxie mit einer stark erhöhten Dichte von Sternen im Vergleich zum ihn umgebenden Bereich. Wie deutlich seine Konzentration den Sternhintergrund übertrifft, kann jedoch verschieden sein. Die Sterne eines Haufens gehören meistens in dem Sinne zusammen, dass sie nicht nur gravitativ aufeinander wirken, sondern auch gemeinsam entstanden sind.
Man unterscheidet hauptsächlich zwei Arten von Sternhaufen:
- Kugelsternhaufen liegen im Halo der Galaxie. Sie sind alt und beinhalten zehntausend bis teilweise mehrere Millionen Sterne, die stark miteinander verbunden sind.
- Offene Sternhaufen liegen in den Spiralarmen. Sie sind jung und beinhalten höchstens ein paar hundert Sterne, die gravitativ nur schwach miteinander verbunden sind.

Sternhaufen sind wichtig zur Erforschung der Sternentwicklung, da alle ihre Sterne ein ähnliches Alter besitzen. Außerdem befinden sich diese alle in fast derselben Entfernung, wodurch die Interpretation von Messungen sicherer wird.

## Offene Sternhaufen
Offene Sternhaufen stellen eher lockere Ansammlungen von Sternen dar, die aus großen Molekülwolken (Gas und Staub) gemeinsam entstanden sind. Dennoch lösen sie sich meistens mit der Zeit auf, weil ihre Eigenbewegungen etwas verschieden sind. Daher sind viele offene Sternhaufen „astronomisch junge“ Objekte von einem Alter bis zu einigen hundert Millionen Jahren. Sie besitzen noch viele junge, massereiche Sterne, die durch ihre hohe Temperatur vor allem im weiß-blauen Licht strahlen. Einer der bekanntesten Offenen Sternhaufen sind die Plejaden.

## Kugelsternhaufen
Bei den wesentlich sternreicheren Kugelhaufen geht man oft auch von einer gemeinsamen Sternentstehung aus; aufgrund der Gravitation bleiben die Sterne aneinander gebunden. Kugelsternhaufen umgeben die Galaxis in größerer Entfernung und sind wesentlich älter als die offenen Sternhaufen, sie sind Teil des Halo. Das Alter vieler Kugelsternhaufen liegt in der Größenordnung von 10 Milliarden Jahren (das Alter des Universums wird auf 13,8 Mrd. Jahre geschätzt). Der hellste mit freiem Auge beobachtbare Kugelsternhaufen ist Omega Centauri und liegt auf der Südhalbkugel des Sternenhimmels.

## Sternassoziationen
Eine dritte Gruppe sind die Sternassoziationen, auch Bewegungshaufen oder Sternströme genannt. Sie sind mit den Offenen Sternhaufen verwandt und haben vorwiegend junge heiße Sterne, die sich gemeinsam auf einen Fluchtpunkt (Vertex) hinzubewegen scheinen. Zu ihnen gehören die Hyaden, deren Sternverteilung zur Entwicklung des Hertzsprung-Russell-Diagramms entscheidend beigetragen hat.

## Supersternhaufen
Die erst in letzter Zeit entdeckte Klasse der Supersternhaufen steht zwischen den Offenen und den Kugelhaufen. Es sind Gebiete mit extrem hohen Sternentstehungsraten, was zu sehr kompakten, massereichen und relativ langlebigen Sternhaufen führt. Sie zeigen eine große Zahl heller Hauptreihensterne und sind von ionisierten H-II-Regionen umgeben. Typisch ist ihre Entstehung in aktiven Starburstgalaxien.